# Должицы (Искровская волость)
Должицы — деревня в Дновском районе Псковской области России. Входит в состав Искровской волости Дновского района.
Расположена на западе района, в 7 км к западу от районного центра, города Дно, между автодорогой Дно — Порхов и железной дорогой Дно — Порхов.

## Население
| 2001 | 2002 | 2010 |
| ---- | ---- | ---- |
| 18   | ↗22  | ↘13  |

Численность населения деревни составляла на 2000 год — 18 жителей, на 2010 год — 11 человек.

## История
До 2005 года входила в состав ныне упразднённой Должицкой волости (с центром в д. Искра).